# Myrcia peninsularis
Myrcia peninsularis là một loài thực vật có hoa trong Họ Đào kim nương. Loài này được Bisse mô tả khoa học đầu tiên năm 1983.